# ان‌جی‌سی ۷۸

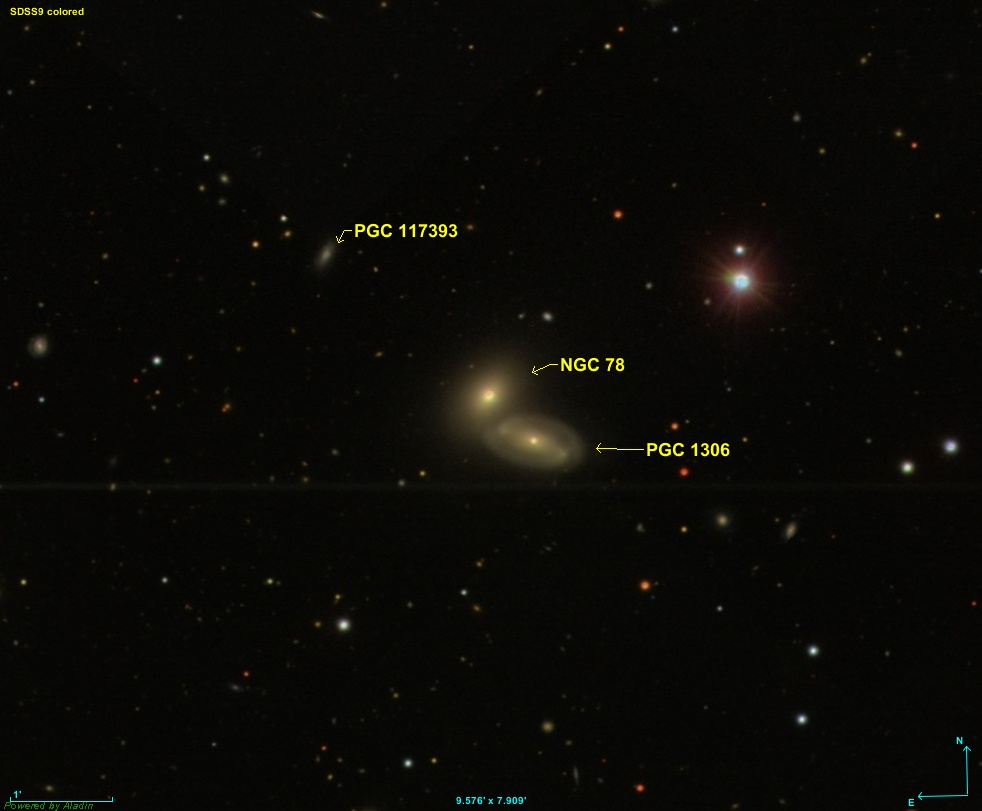
ان‌جی‌سی ۷۸

ان‌جی‌سی ۷۸ (به انگلیسی: NGC 78) یک برهم‌کنش کهکشان با قدر ظاهری ۱۴٫۵ است که در صورت فلکی ماهی قرار دارد.